# Westfriesen
Mit dem Begriff Westfriesen (genauer: Westlauwers'sche Friesen) werden – auf Deutsch – die friesische Einwohner der niederländische Provinz Fryslân bezeichnet. Die Provinz wird im Westen vom IJsselmeer und im Osten von der Grenzfluss Lauwers begrenzt. 
In Deutschland wird die Region analog zu Ostfriesland „Westfriesland“ genannt. In den Niederlanden werden mit der Bezeichnung „West-Friezen“ dagegen die Einwohner der Region West-Friesland in der Provinz Noord-Holland benannt.
Umgekehrt hat man in Holland im späten Mittelalter Westfriesland und Groningen als „Ostfriesland“ bezeichnet. In der historische Literatur wird diesem Gebiet zur hochmittelalterlichen Grafschaft Mittel-Friesland gerechnet.
Die Westerlauwers-Friesen sind mit den Nordfriesen und den östlichen Friesen (Ostfriesen, Saterfriesen u. a.) verwandt. Während die Ostfriesen die friesische Sprache bereits im späteren Mittelalter verloren haben, sprechen von den etwa 660.000 Friesen in den Niederlanden mehr als 400.000 noch Westfriesisch.